# Nadir Hifi
Nadir Hifi (* 16. Juli 2002 in Straßburg) ist ein französisch-algerischer Basketballspieler.

## Laufbahn

### Verein
Hifi wuchs in Illkirch-Graffenstaden auf und lebte zeitweilig auch in Algerien, dem Herkunftsland seiner Eltern. Er spielte in der Jugendabteilung von SIG Straßburg, der Verein nahm Hifi aber wegen unzureichender schulischer Leistungen nicht in sein Nachwuchsleistungszentrum auf. Er wechselte deshalb zum Lille Métropole Basket Club. Da die Kosten des Aufenthalts nicht vom Verein übernommen wurden und seine Eltern nicht das nötige Geld aufbringen konnten, verzichtete Hifi auf ein zweites Jahr in Lille, kehrte nach Straßburg zurück und spielte für SIGs zweite Herrenmannschaft.
Er wechselte anschließend zu ESSM Le Portel Côte d’Opale, kam in der Saison 2020/21 noch selten zum Einsatz, im Februar 2022 erhielt er von dem Erstligisten einen Profivertrag. In der Saison 2022/23 wurde Hifi in der ersten französischen Liga zur großen Überraschung, erhielt im Dezember 2022 die Auszeichnung als Spieler des Monats, nachdem er in diesem einen Mittelwert von 23 Punkten je Begegnung erreicht hatte. In 33 Hauptrundeneinsätzen der Saison 2022/23 kam Hifi auf einen Durchschnitt von 16,8 Punkten, war mit diesem Wert ligaweit der zweitbeste französische Korbschütze nach Victor Wembanyama. Hifi schrieb seinen Namen zum NBA-Draftverfahren ein und reiste im Mai 2023 in die Vereinigten Staaten, um bei den Portland Trail Blazers sowie den Sacramento Kings in Sichtungsveranstaltungen vorzuspielen.
Im Juni 2023 gab der französische Erstligist Paris Basketball Hifis Verpflichtung bekannt. Hifi errang mit Paris im Februar 2024 den Sieg im französischen Ligapokal Leaders Cup und im April 2024 im europäischen Wettbewerb Eurocup. In der französischen Meisterschaft wurde er mit Paris 2024 Zweiter. Hifi war in der Saison 2023/24 mit 15,6 Punkten je Begegnung der beste einheimische Korbschütze der französischen Liga. Ende April 2025 gewann er mit Paris den französischen Pokalwettbewerb und wurde als bester Spieler des Finals ausgezeichnet. Hifi war in der Hauptrunde der Saison 2024/24 der beste Korbschütze der französischen Liga (18,2 Punkte je Begegnung). Ende Juni 2025 wurde er mit der Hauptstadtmannschaft erstmals französischer Meister.

### Nationalmannschaft
Hifi nahm 2017 mit der algerischen Auswahl an der U17-Afrikameisterschaft teil und belegte den dritten Platz. 2022 trat er mit Algeriens Auswahl in der Spielart 3-gegen-3 bei den Mittelmeerspielen in Oran an. Später entschied er sich, für Frankreich zu spielen und bestritt Ende Februar 2024 in der EM-Qualifikation sein erstes Länderspiel für die französische Herrennationalmannschaft.

## Auszeichnungen
- 2025: EuroLeague Rising Star 2024/25 (Bester Nachwuchsspieler der EuroLeague)[21]
- 2025: Bester Spieler des französischen Pokalendspiels